# Ornithodoros porcinus
Ornithodoros porcinus är en fästingart. Ornithodoros porcinus ingår i släktet Ornithodoros och familjen mjuka fästingar.

## Underarter
Arten delas in i följande underarter:
- O. p. avivora
- O. p. domesticus
- O. p. porcinus